# Julius Bueb
Julius Bueb (* 27. Februar 1865 in Freiburg im Breisgau; † 24. Mai 1944 in Groß Luckow) war ein deutscher Manager. Bueb war Generaldirektor der IG Farben.

## Leben
Bueb machte 1883 das Abitur in Schaffhausen, promovierte in Chemie bei Professor Klaus in Freiburg / Breisgau und machte danach das Diplom an der Technischen Hochschule Karlsruhe. Er war Direktor der BASF, zudem Direktor und Vorstandsmitglied der Ammoniak-Werk Merseburg GmbH Leunawerke sowie Generaldirektor und Geschäftsführer der Stickstoff-Syndikat GmbH in Berlin. Während des Ersten Weltkriegs war er Reichsstickstoffkommissar.
Bueb war 1929 stellvertretender Vorsitzender des Aufsichtsrats der Deutschen Gasgesellschaft AG, Berlin und Mitglied des Aufsichtsrats der Deutschen AG für Landeskultur in Berlin. Zudem war er Aufsichtsratsmitglied bei der Wallendorfer Kohlewerke AG (Halle an der Saale) und der Deutschen Gold- und Silberscheideanstalt (Degussa).
Bueb war stellvertretender Vorsitzender des „Arbeitsausschusses des Vereins zur Wahrung der Interessen der chemischen Industrie Deutschlands“ e. V. und Vorsitzender der Fachgruppe Stickstoff und Karbid. Zudem war er Mitglied des Hauptausschusses des Reichsverbandes der Deutschen Industrie.
Er war Doktor ehrenhalber der Landwirtschaftlichen Hochschule zu Berlin.
Sein Enkel ist der Theologe und Pädagoge Bernhard Bueb.

## Veröffentlichungen
- Buch der Kochkunst : Nur für Männer, Verlag: Berlin SW 11, Europahaus: Selbstverlag 1932.